# Gottand
Gottand är en mindre by i Lockne distrikt (Lockne socken) i Östersunds kommun, Jämtlands län (Jämtland). Byn ligger vid sidan av vägskälet där länsväg 559 ansluter mot Europaväg 45, cirka två kilometer norr om tätorten Tandsbyn.
Söder om Gottand, på andra sidan av Europaväg 45, ligger den större byn Tand.